# Llet merengada
La llet merengada, llet gelada (al País Valencià), llet preparada (a les Illes Balears), llet a la mallorquina o llet gelada amb llimona i canyella és una beguda refrescant no alcohòlica feta a base de llet ensucrada i aromatitzada amb pell de llimona i canyella, amb merenga o sense. Típicament, s'esquitxa amb canyella amb pols a la superfície. Forma part del grup de begudes fredes a base de llet animal o vegetal per a combatre la deshidratació a l'estiu, típiques de la mediterrània, com ho són també el gelat de crema (amb rovell d'ou), l'orxata de xufes o d'avellanes o l'airan, per exemple.
En la família de preparacions semblants, de textura cremosa o més sòlida, hi ha, per exemple, el menjar blanc i l'arròs amb llet. També es poden mencionar dels batuts (fets amb una bola de gelat dissolta en llet freda), sorbets i granissats.

## Descripció
La llet merengada està aromatitzada amb bastons de canyella i pell de llimona. La pell de llimona pot ser substituïda, o se li pot afegir, pell de taronja dolça o amarga. En canvi, mai no conté vainilla ni suc de cap fruita. L'aspecte és opac, de color blanc com la llet i homogènia. Normalment, se serveix en un got allargat i coberta de canyella en pols, tot i que sovint, als establiments, el venedor pregunta al client si vol o no la canyella en pols de sobre. Se sol beure amb ajuda d'una canya. En molts llocs del País Valencià, depenent de si porta merenga, es diu llet merengada si en porta i llet gelada o preparada si no. A les Illes Balears, la llet preparada mai porta clara d'ou.

## Origen
El sucre i la canyella, tan típics en els dolços de la cuina catalana, són d'origen àrab i és possible que també sigui d'origen àrab aquesta beguda. La combinació de llet, canyella, cítrics i pell de llimona és molt típica jueva i àrab, i de fet, el binomi canyella i pell de cítrics (taronja o, més habitualment actualment, llimona) ha esdevingut un clàssic a les preparacions dolces, en especial de cremes i preparacions làcties, però fins i tot a algunes de salades, de la cuina dels Països Catalans.
L'origen d'aquesta barreja és medieval, i el d'aquesta beguda també. La beguda ja apareix descrita al llibre medieval català trescentista Speculum al foder.

## Evolució

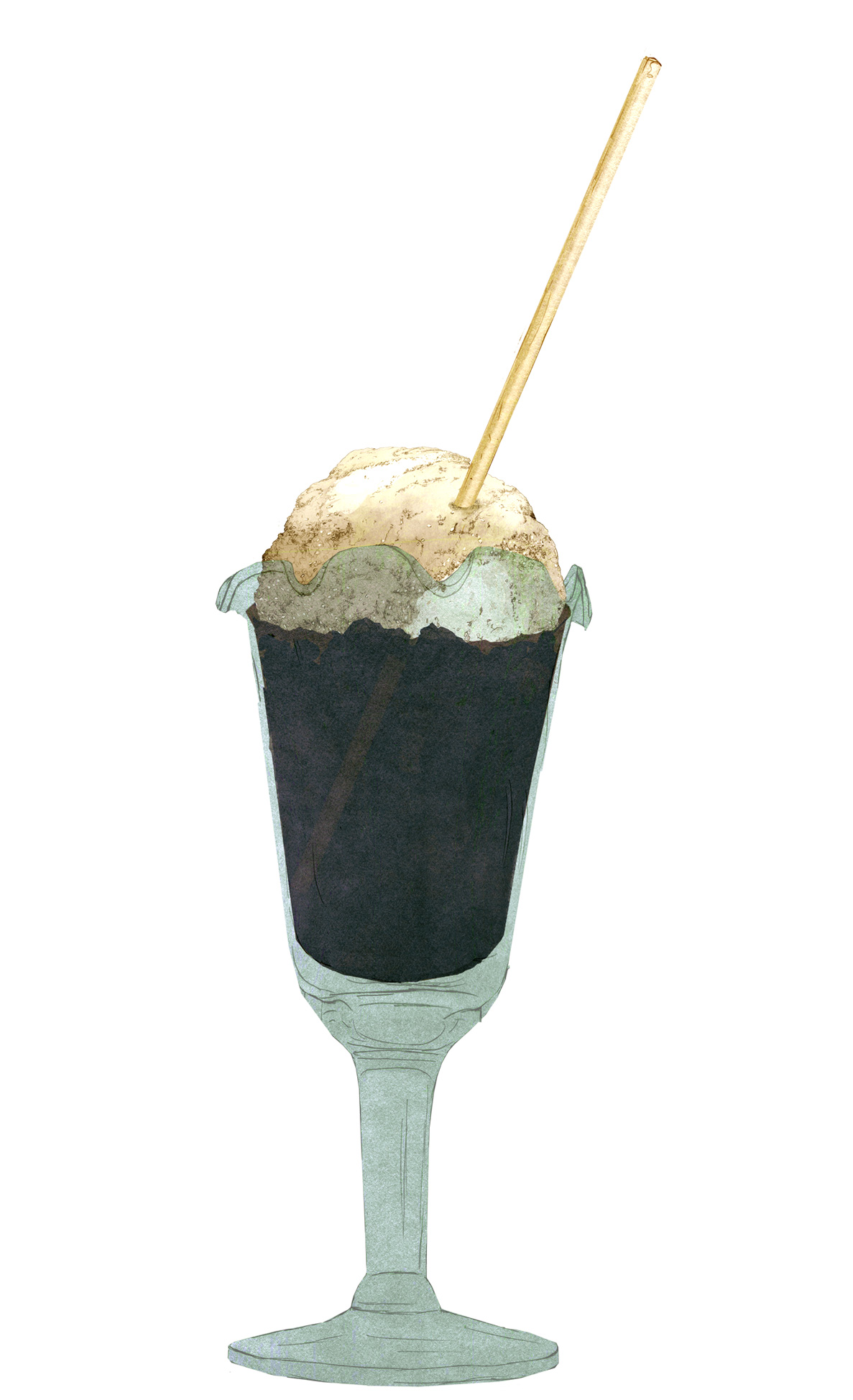
Granissat de llet merengada i café. Blanc i negre.

Fins fa poc, s'hi afegien clares d'ou muntades per a afegir aire a la preparació i que aquesta prengui cos, però no s'endureixi, en refredar-la. Actualment, a les gelateries se sol prescindir d'aquestes, ja que l'aire es pot insuflar mentre es refreda, amb la mateixa tècnica usada per a sorbets i gelats. Precisament l'afegit de clares d'ou muntades és el que li ha donat el nom de merengada (vegeu merenga). També han aparegut diversos combinats de llet merengada amb altres productes que també es venen a les orxateries i gelateries (vegeu Combinats amb llet merengada).

## Expansió
Aquesta beguda és molt típica a les orxateries i les gelateries artesanes. A partir del segle xix la beguda es va introduir i fer molt popular a altres ciutats d'Espanya a través de les orxateries valencianes.

## Variants i preparacions fetes amb llet merengada
També hi ha la llet merengada feta amb llet d'ametlles. Era l'original en l'alta edat mitjana, quan la llet animal era en general molt poc usada, al començament gens, i actualment es reprèn com a alternativa dietètica (per  les intoleràncies a la lactosa, per exemple) i també com un producte més per a aprofitar les ametlles.
El gust de llet merengada és actualment un clàssic que hom pot trobar, per exemple, com a gust per a gelats, batuts, polos, escumes, pastissos, etc.
Les orxateries i gelateries han popularitzat algunes begudes que combinen la llet merengada amb altres coses, com per exemple:
- Blanc i negre: llet merengada amb granissat de cafè.
- Cubà: llet merengada amb una bola de gelat de xocolata. En alguns llocs es posen boles de gelat del gust que es vulgui. A vegades es bat i s'obté una mena de batut especial.

## Curiositats
La creació o introducció d'aquesta beguda als Països Catalans està referenciada, en primer lloc, no a un manual gastronòmic sinó en un de sexe, l'esmentat Speculum al foder (Manual del fotre), al qual es presenta com un afrodisíac d'efectes sorprenents i sota el títol de medicina per endreçar la verga. Un dels seus ingredients, la canyella, té la reputació popular de ser estimulant i afrodisíaca.